# Myocron macrocellatum
Myocron macrocellatum är en stekelart som beskrevs av Van Achterberg 1991. Myocron macrocellatum ingår i släktet Myocron och familjen bracksteklar. Inga underarter finns listade i Catalogue of Life.